# Skënderaj
Skënderaj (Servisch: Србица/Srbica) is een gemeente in het Kosovaarse district Mitrovica.
Skënderaj telt circa 50.000 inwoners. De oppervlakte bedraagt 378 km², de bevolkingsdichtheid is 132 inwoners per km².

## Geboren in Skënderaj
- Kaqusha Jashari (1946-2025), Kosovaars-Albanees politica en ingenieur
- Hashim Thaçi (1968), president van Kosovo (2016-2020)

Deçan · Dragash · Drenas · Gjakovë · Ferizaj · Fushë Kosovë · Gjilan · Gračanica (Graçanicë) · Hani i Elezit · Istog · Junik · Kaçanik · Kamenicë · Klinë · Klokot (Kllokot) · Leposavić (Albanik) · Lipjan · Malishevë · Mamushë · Mitrovicë · Novobërdë · Obiliq · Parteš (Partesh) · Pejë · Podujevë · Pristina (Prishtinë, Priština) · Prizren · Rahovec · Ranilug (Ranillug) · Skënderaj · Štrpce (Shtërpcë) · Shtime · Suharekë · Viti · Vushtrri · Zubin Potok (Zubin Potok) · Zvečan (Zveçan)